# Győzelmes Szűz Mária-kolostor
Batalha városában található a világörökség részét képező Győzelmes Szűz Mária kolostora és temploma. Az épületegyüttes különleges értékét az adja, hogy ez a legnagyobb angol gótika hatása alatt épített templom és kolostor portugál földön, a mánuel stílus egyik legjelentősebb alkotása.

## Története
A kolostor építését I. János kezdte, aki 1387-ben feleségül vette Lancaster hercegének leányát Philippát. A királynéval Portugáliába angliai építő mesterek is érkeztek és ezek az angol gótika stílusát hozták magukkal. Az építkezés 1388-ban kezdődött. 1416-ra készült el a templom 1434-ben az alapító kápolna a káptalani terem és a sekrestye. I. János halálát követően egy nyolcszögletű panteon építésébe kezdtek ezt azonban a mai napig sem fejezték be. Ez a nevezetes Befejezetlen kápolna.
I. Mánuel uralkodása idejében készült el végleges formájában a Királyi kerengő a mánueli stílus egyik gyöngyszeme. A Befejezetlen kápolna mánuel stílusú díszítését 1516 és 1528 között Joao de Castilho végezte szép reneszánsz jelleget adva az épületnek.

## A templom
A templom latin kereszt alaprajzú, háromhajós. Hossza 80, szélessége 22 és magossága 32,5 m. A belső szerkezet és a keskeny oldalhajók még a francia gótika jegyeit hordozzák, de a boltozaton megjelentek az angol stílusjegyek.
Az egyetlen, nyugatra néző főkapu mellett jobbra találjuk az Alapító kápolnáját. Ez egy négyzet alakú 19,8 x 19,8 méteres gótikus terem csillaghálós boltívekkel fedve. A kápolna közepén áll I. Jánosnak és feleségének Philippának a síremléke, a szarkofágot portugál és angol címer díszíti. A kápolna déli falánál I. János fiainak sírjait láthatjuk, közöttük Tengerész Henriknek a sírját is.
A templom bal oldalán található átjárón keresztül jutunk be a Királyi kerengőbe. Ez egy csudálatos harmóniával megépített kerengő finoman kidolgozott hálószerű kőcsipkékkel díszítve. A mánuel stílusú keleties, légies arab vonásokat hordozó, ornamentikának gyöngyszeme. Jellegzetes mintái a növényi motívumok, Mánuel király gyűrűs éggömbjével illetve a Krisztus-rend kettőskeresztjével.
A keleti oldalon található hatalmas csillagboltozatú Káptalan teremben találjuk az ismeretlen katona sírját. A sírnál örökmécses ég és folyamatosan két katona áll díszőrséget. A nyugati oldalon a régi refektóriumban a portugál Honvédelmi múzeum állandó kiállítása kapott helyet.

## Befejezetlen kápolnák
A Befejezetlen kápolnák a templom apszisának folytatásában találhatóak. Bejárata nem a templomból, hanem közvetlenül a templom keleti falánál nyílik. Az eredetileg nyolcszögletű gótikus épület kupolarésze nem készült el. Díszítése a mánuel stílus szép példája, legszebb része a 15 méter magas és 7 méter széles kapuzat. Itt található Eduárd királynak és feleségének, Aragóniai Eleonórának a sírja, amelyeket 1810-ben francia katonák kiraboltak.

Győzelmes Szűz Mária-kolostor - Santa Maria da Vitória Batalha
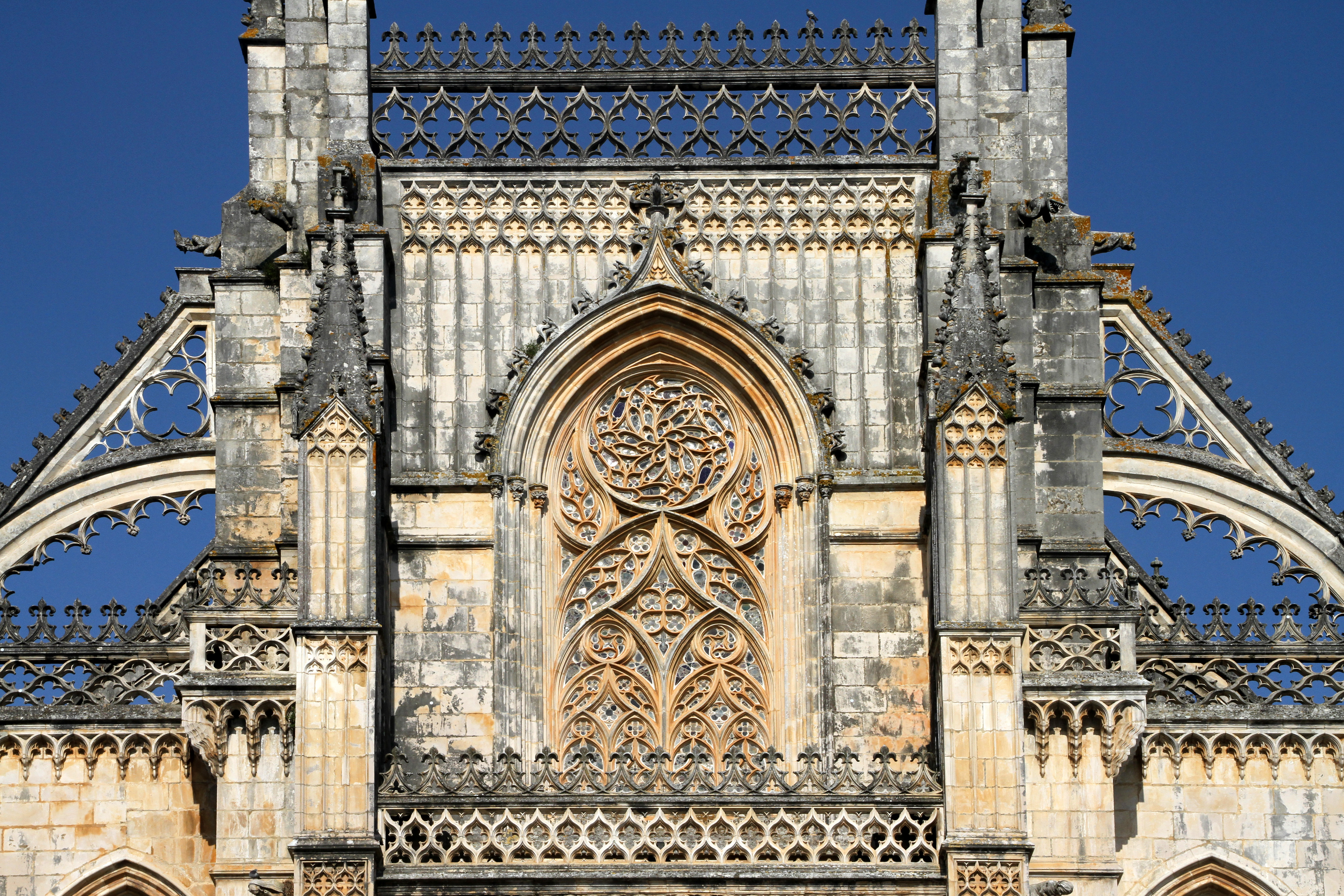
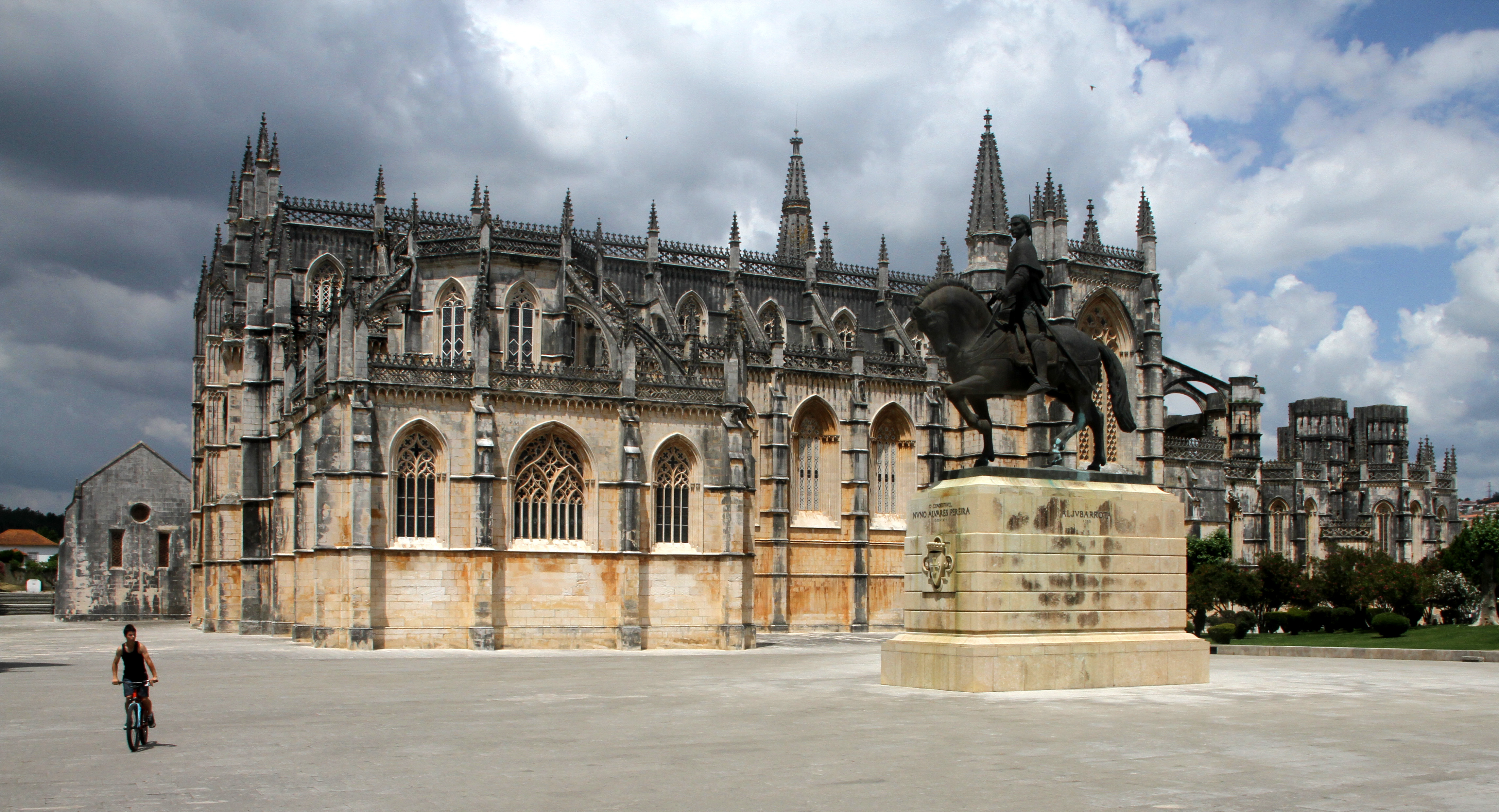
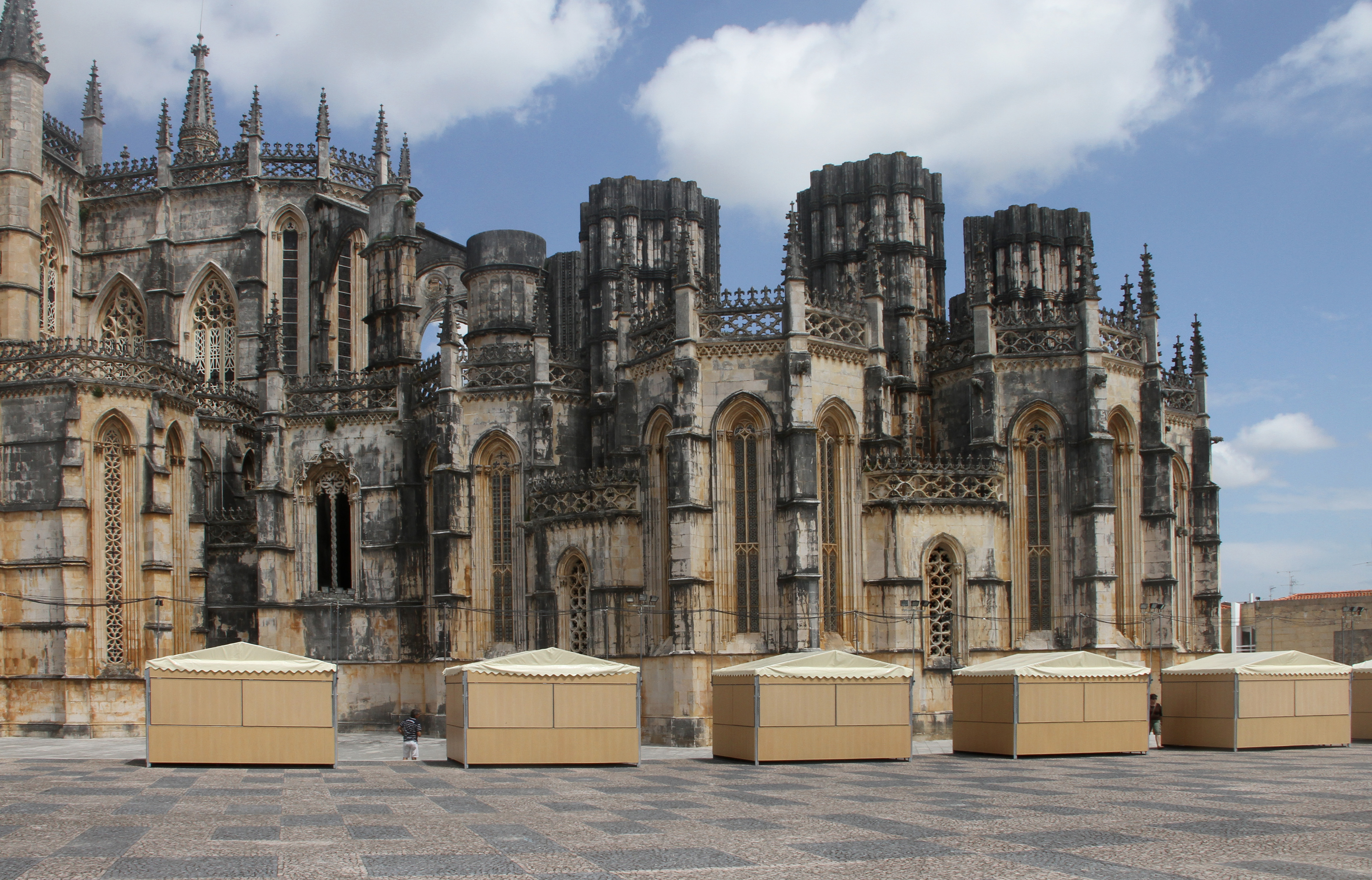
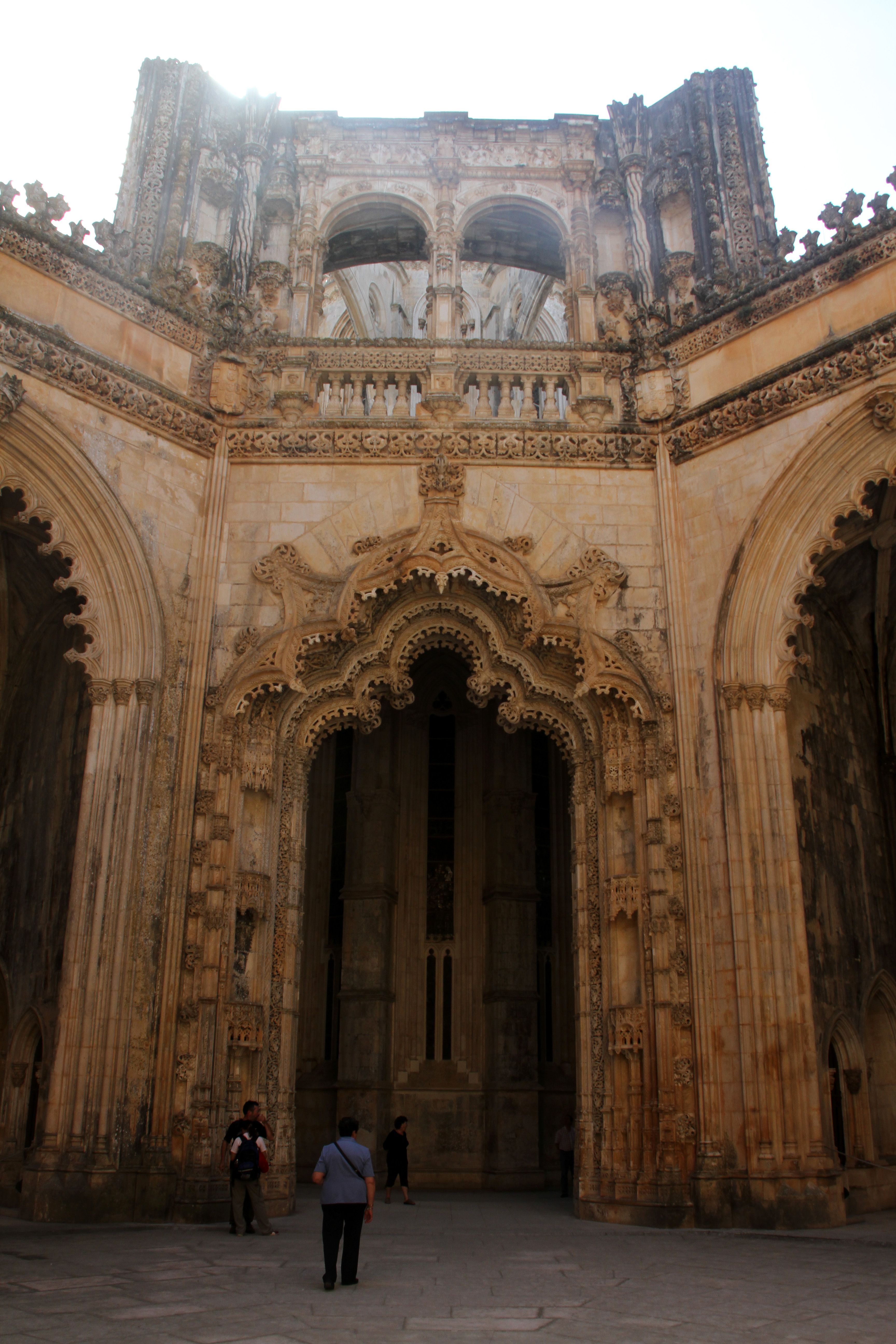
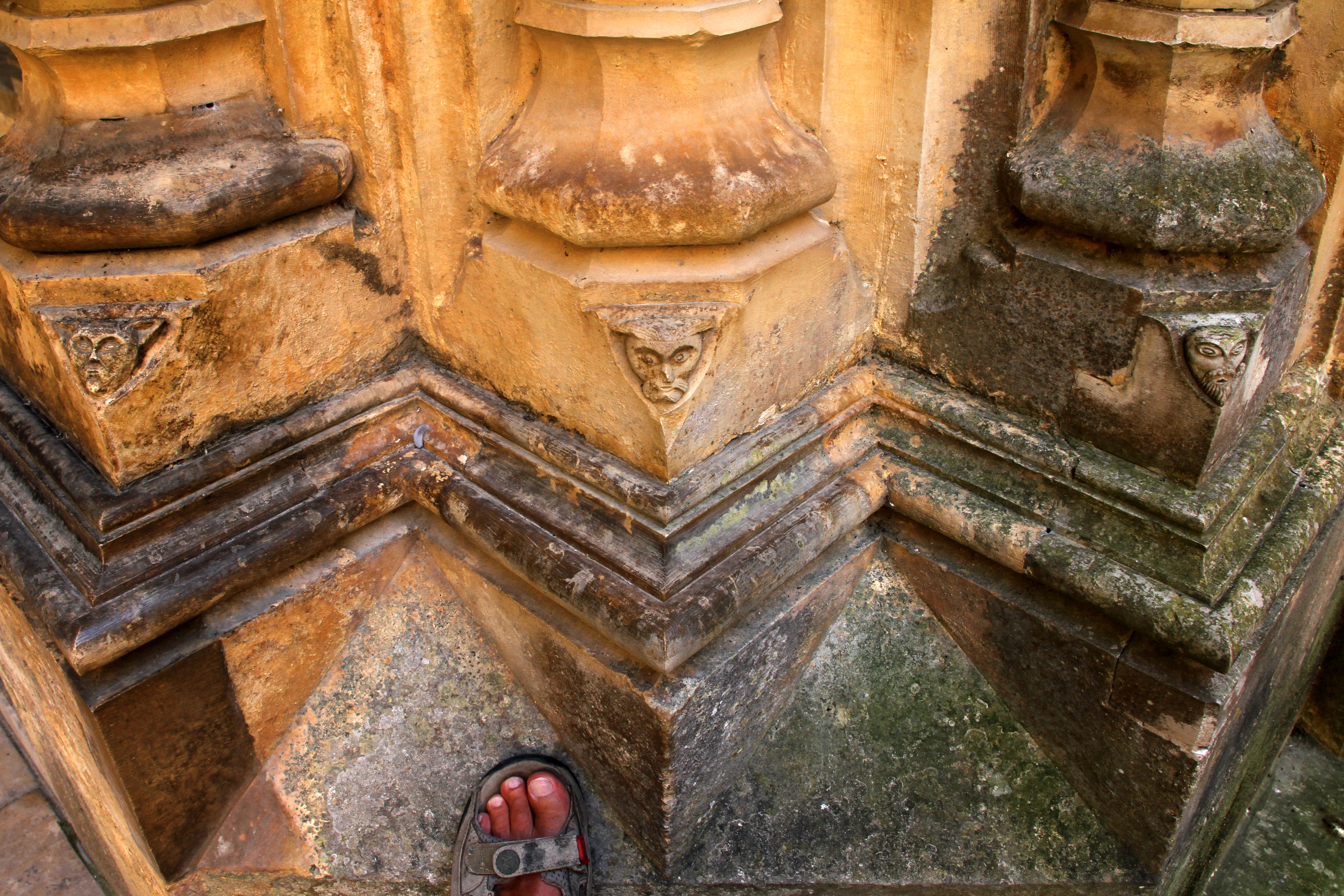
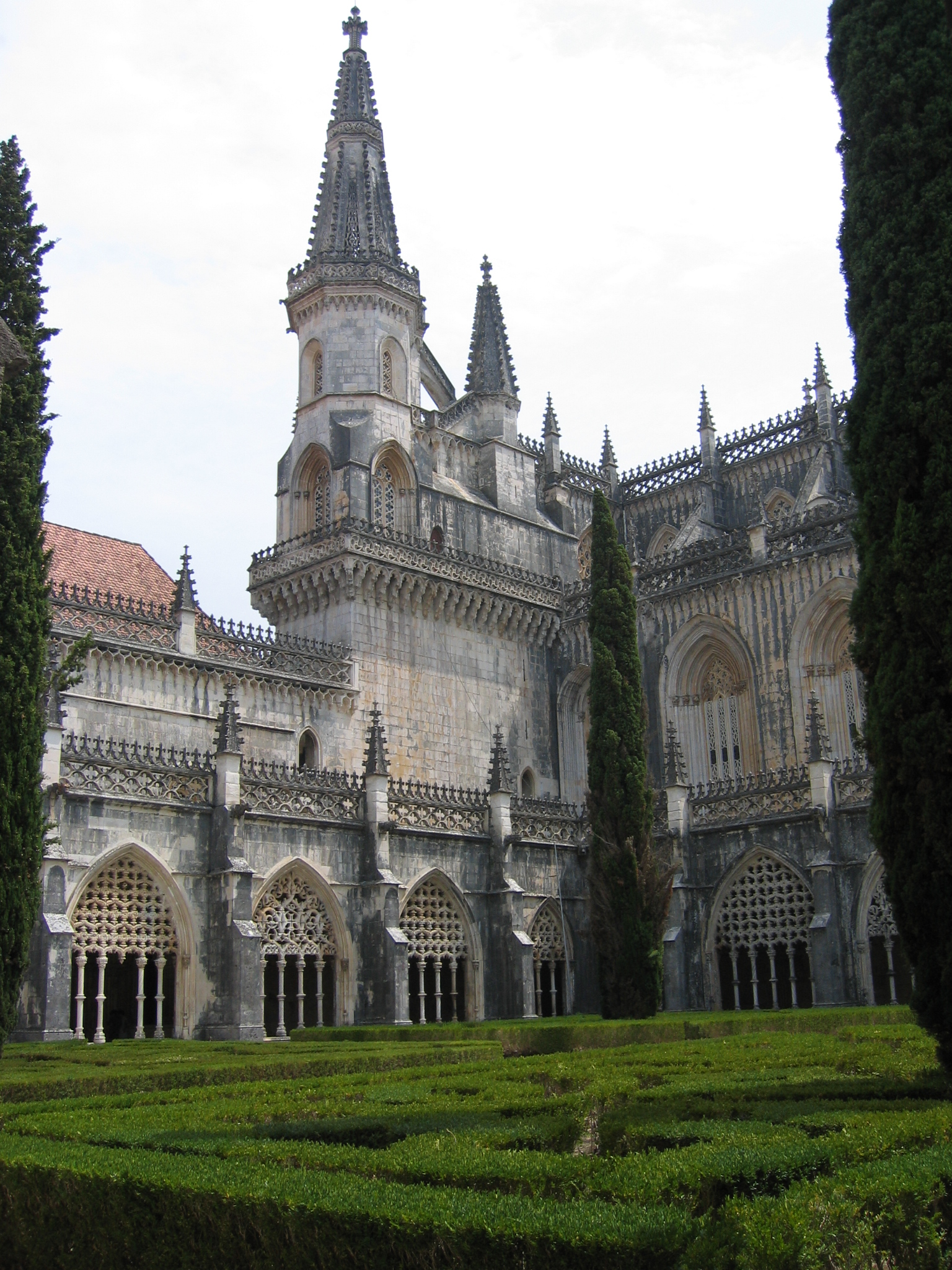
A Királyi kerengő
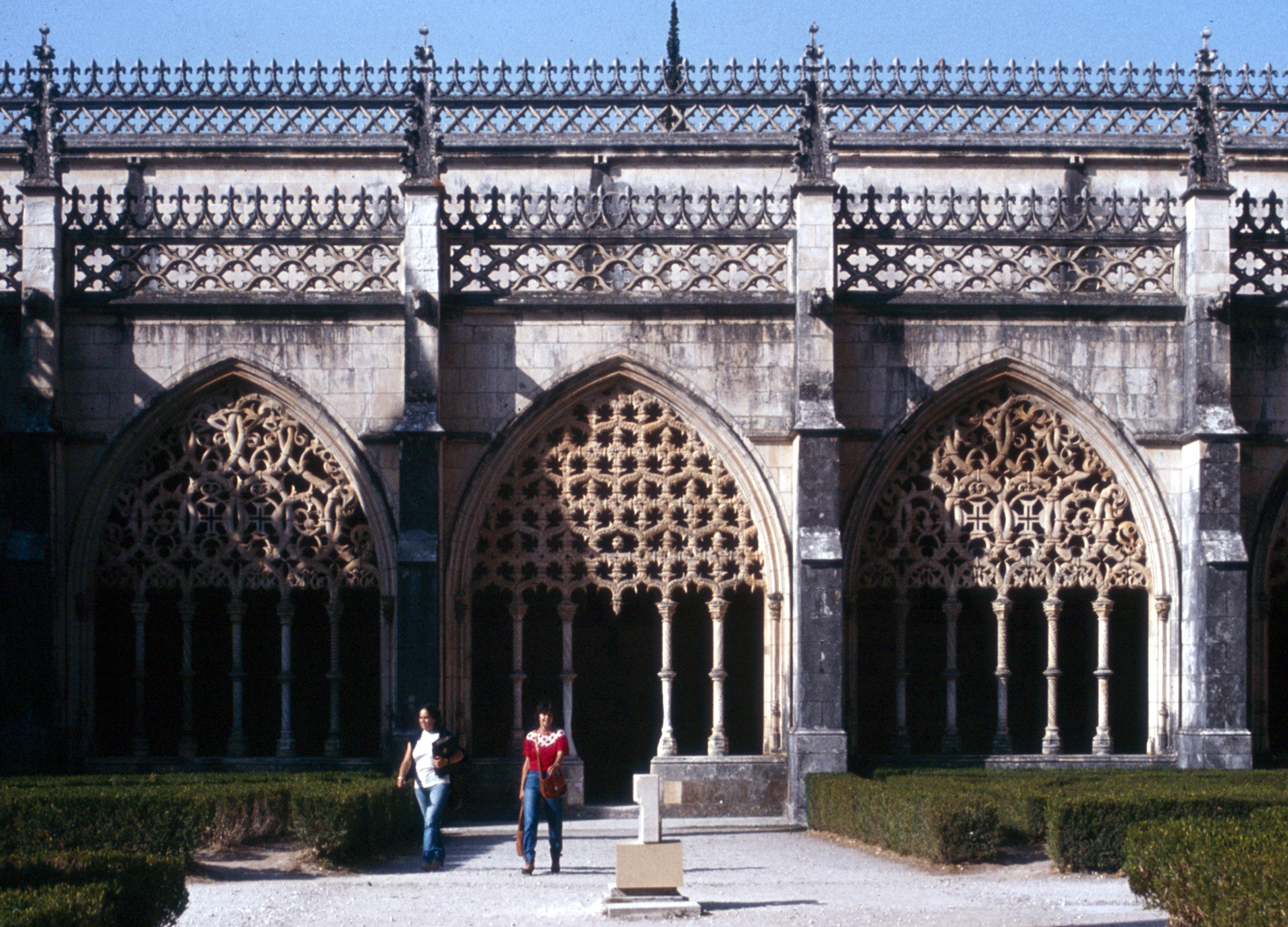
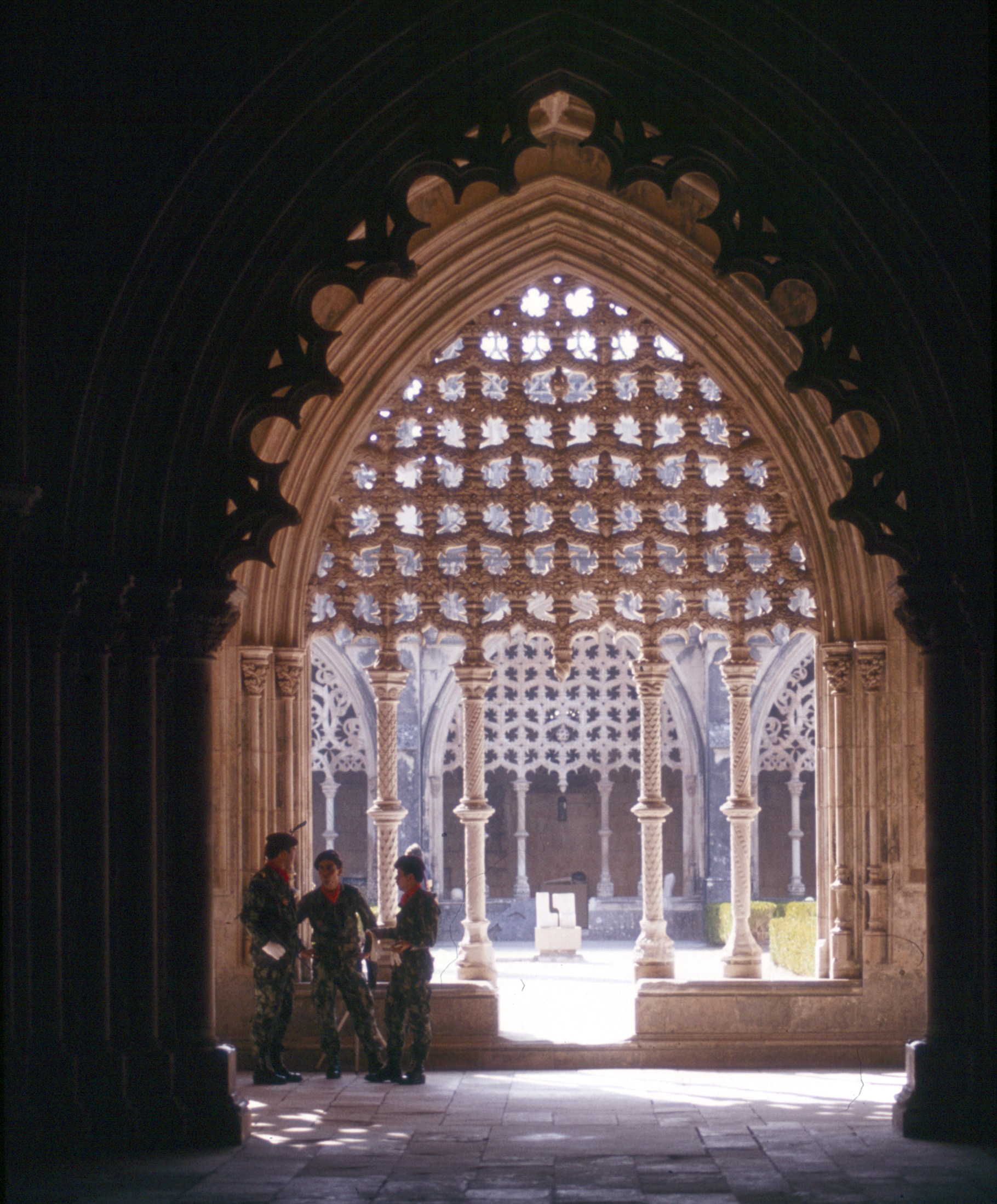
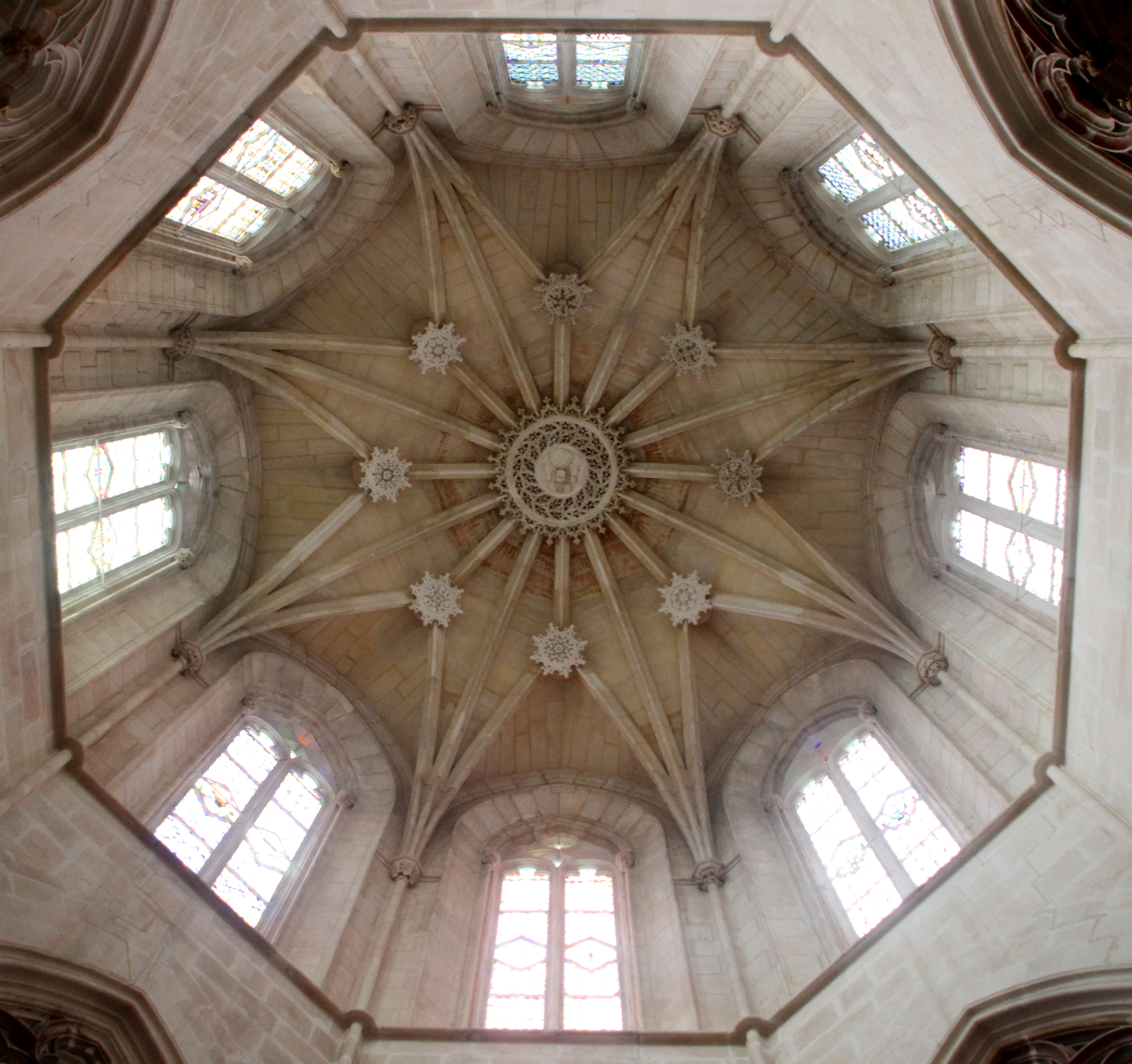